# Szlovákiai katolikus egyház
A szlovákiai katolikus egyház (szlovákul: Katolícka cirkev na Slovensku) latin és görög rítusú katolikus  egyházmegyéket foglal magába Szlovákiában. Szlovákia lakosságának 70%-a katolikus.
Az országnak 5 latin rítusú püspöksége és 3 érseksége van, amelyek 2 egyháztartományhoz tartoznak. Ezeket a pozsonyi főegyházmegye, illetve a kassai főegyházmegye élén álló érsekek irányítják. A görögkatolikus egyház 1 érsekségre és 2 püspökségre oszlik.
Szócikkünkben a latin rítusú katolikus egyházzal foglalkozunk. A görögkatolikus részegyházról bővebben lásd a Szlovákiai görögkatolikus egyház szócikket!

Szlovákia latin rítusú egyházmegyéi 2008-tól

## Előtörténete

### Nagymorva Birodalom
Az első egyházi struktúra a mai Szlovákia területén a Nagymorva Birodalom idejében keletkezett. Rasztiszláv fejedelem  döntött elsőként úgy, hogy államában bevezeti a kereszténységet. 861-ben ezért a pápához fordult, hogy az adjon neki hittérítőket. Mivel a pápa erős frank befolyás alatt állt, akik meg szerették volna hódítani a birodalmat, így a pápa nem reagált Rasztiszláv kérésére. Ezért a fejedelem III. Mihály bizánci császárt kérte fel hittérítők küldésére. A császár 863-ban megfelelt a kérésnek és két testvért Szent Cirillt és Szent Metódot küldte el a Nagymorva Birodalomba. Metód 880-ra elérte, hogy a pápa Nyitrán önálló püspökséget (Morva-Pannon Egyházmegye néven) állított fel, amely közvetlenül a Szentszék alá tartozott. Ez a püspökség feltehetően aztán Metód 885-ben bekövetkezett halála után megszűnt, elsősorban azért, mert a frank püspökök I. Szvatoplukkal szövetségben kiűzték Metód tanítványait.

### Magyar Királyság
Fő cikk: A magyar katolikus egyház története
Magyarország megalakítása után sok egyházmegye újjáalakult. 1001-ben megalapították az esztergomi egyházmegyét, majd 1009-ig megalapították az egri egyházmegyét is. A két egyházmegye ekkori területe lefedte a mai Szlovákia területét. 1110-ben alapították meg azután a nyitrai püspökséget. A szepesi, rozsnyói és besztercebányai püspökségeket csak 1776. március 13-án alapította meg a Romanus Pontifex bullával VI. Piusz pápa. 1804. augusztus 10-én alapította VII. Piusz pápa a In universa gregis dominici cura bullájával a kassai egyházmegyét.

## Története

### Feszült viszonyok a Szentszék és Csehszlovákia között
1918 után Csehszlovákia megalakulásával a katolikus egyház az állam szemében ellenségessé vált. Ennek oka elsősorban az volt, hogy a katolikus püspökök mind németek és magyarok voltak, akiket az új államhatalom rövid időn belül ki is utasított Fischer-Colbrie Ágoston kassai püspök kivételével. Batthyány Vilmos nyitrai püspököt kiutasították, 1923. november 24-én halt meg Magyarországon. Radnai Farkas besztercebányai püspököt előbb őrizetbe vették, majd kiutasították. 1935. október 14-én halt meg szintén Magyarországon. Párvy Sándor szepesi püspököt nem utasították ki, mivel még 1919. március 24-én meghalt. Balás Lajos rozsnyói püspök 1920. szeptember 18-án halt meg Rozsnyón. Az államhatalom kezdetben a kassai püspököt, Fischer-Colbrie Ágostont is ki akarta utasítani, azonban az ő esetében figyelembe vették azt a tényt, hogy határozottan tiltakozott a szlovák iskolaügy eltörlése ellen 1918 előtt. Colbrie mintegy 11 nyelven beszélt, köztük szlovákul és ruténul, mindenhol a nép nyelvén prédikált.
A feszült viszony enyhítésére XV. Benedek pápa 1920. november 13-án kinevezte az első három szlovák püspököt, Karol Kmeťkót nyitrai, Marián Blahát a besztercebányai és Ján Vojtaššákot a szepesi püspökségek élére. 1921. február 13-án Clemente Micara prágai nuncius szentelte őket fel a nyitrai Szent László-templomban. A csehszlovák államhatalom viszonya ennek ellenére az egyházzal nem volt jó. Az összes egyházi földet zár alá helyezték, a nagyszombati székhelyű Cirkevné veľkostatky (Egyházi nagybirtokok) vállalat intézkedett az egyházi birtokok fölött az állam nevében. További problémát jelentett, hogy Csehszlovákiában az állam által támogatásra talált az az eszme, amely a keresztény, elsősorban katolikus cseh és szlovák híveket igyekezett meggyőzni arról, hogy hagyják el régi egyházukat és lépjenek be a nemzetibb Csehszlovák Huszita Egyházba. A kezdetben a mozgalom sikeres is volt, mintegy egymillió hívő csatlakozott az új egyházhoz és hagyta el a régit.
1922. május 22-én a Szentszék és a Csehszlovák állam megegyeztek, hogy az Esztergomi érsekség Csehszlovákiához került területén apostoli adminisztratúrát állítanak fel Nagyszombat székhellyel. 1928. február 2-án a Szentszék Csehszlovákiával megkötötte a Modus vivendi megállapodást, amely rendezi az egyház és az állam viszonyát és előrevetíti egy új szlovák egyháztartomány létrehozását. Az egyházmegyei határok módosítására bizottságot hoztak létre, mely 1933-ban befejezte működését és XI. Pius pápa 1937. szeptember 2-án kiadott Ad ecclesiastici regiminis incrementum apostoli bullájában az államhatároknak megfelelően módosította az egyházmegyék határait. Ezen levél értelmében a szlovákiai egyházmegyéket közvetlenül a Szentszék alá rendelték. A bullát Xaver Ritter nuncius hirdette ki 1937. október 12-én.

### Csehszlovákia felbomlása
1938. november 2-án az első bécsi döntés értelmében Dél-Szlovákia visszakerült Magyarországhoz. A változások három egyházmegyét érintettek. A Nagyszombati apostoli adminisztratúra Magyarországhoz került részeit beolvasztották az Esztergomi érsekségbe. A rozsnyói egyházmegyének 1925-től Bubnics Mihály volt az adminisztrátora címzetes püspökként. A csehszlovák hatóságok folyamatos fenyegetésben tartották, hogy egyházmegyéjét megszüntetik. Az első bécsi döntés után a magyar hatóságok megpróbáltak helyére mást találni. A Szentszék viszont arra hivatkozott, hogy Bubnics következetesen védte az egyházmegyét a csehszlovák hatóságokkal szemben. Így a magyar hatóságok hozzájárulásával 1939. július 19-én XII. Piusz pápa kinevezte rozsnyói püspökké. Ezzel együtt a magyar felsőház tagja is lett. 1945. február 12-én halt meg Rozsnyón. Egészen más helyzet volt Kassán. Fischer-Colbrie Ágoston 1925-ben bekövetkezett halála után Csárszky József lett a püspök. 1938. november 11-én még üdvözölte a bevonuló Horthyt Kassán, de hamarosan távozott Szlovákiába. A Szentszék 1939. július 19-én a Dioecesium fines immature enciklikájával kinevezte a kassai egyházmegye megyés püspökévé Madarász Istvánt. Ugyanezen enciklikával kinevezik Csárszky Józsefet a szatmári, kassai és rozsnyói egyházmegyék Szlovákiában maradt részei adminisztrátorának eperjesi székhellyel. 1945-ben Madarász Istvánt kiutasítják Csehszlovákiából és 1948. augusztus 8-án Hejcén hal meg. 1942. március 26-án helyreállították a szatmári egyházmegyét, amelynek területe (Kárpátalja kiesett Madarász István joghatósága alól). A fasiszta szlovák állam területén az egyetlen jelentősebb változás az volt, hogy a szlovák állam igyekezett önálló szlovák egyháztartományt létrehozni. Ezt a német vétó megakadályozta. 1943-ban azonban a hosszú munkálkodás eredményeképp XII. Pius pápa ad personam érsekké nevezte ki Karol Kmeťko nyitrai megyés püspököt. Azaz Nyitra nem lett érseki székhely. A szlovák állam létezése alatt a püspökök többsége nyíltan támogatta a fasiszta rendszert. Karol Kmeťko például a Hlinka-féle szélsőjobboldali néppárt alapító tagja volt. Ján Vojtaššák szepesi püspök, akinek a szlovák egyházi vezetők és hívek boldoggá avatását kezdeményezték, a Szlovák Állam idjében az Államtanács elnöke volt, több kijelentésében nyíltan zsidóellenes magatartást tanusított, 1945-ben a Tiso per tanujaként hallgatták ki, melyben Tiso javára vallott. Csak Csárszky József eperjesi adminisztrátor és Marián Blaha besztercebányai püspök nem kötelezték el magukat egyértelműen az államhatalom mellett.

### A második köztársaság és a csehszlovák szakadár akció
A második világháború után az egyház és az állam helyzete még rosszabb lett, mint előtte volt. A rövid ideig tartó, magát demokratikusnak nevező Beneš vezetése alatt álló magát demokratikusnak valló köztársaság kiutasította Madarász Jánost és sok más magyar papot. Már ekkor is korlátozták az egyház jogait. Ebben közrejátszott az is, hogy a szlovákiai püspökök és papok nyíltan vagy burkoltan támogatták a Tiso vezette szlovák államot. 1948 után minden egyházi életet fokozatosan leépítettek. Az egyházi székek lassan megüresedtek. A püspököket internálták vagy bebörtönözték. 1968-ban és utána némi enyhülés állt be. 1968-ban a federációról szóló törvény aláírása után az addig mellőzött szlovákok szerepe a politikai életben megnőtt. Ez eredményezte, hogy az államhatalom szerette volna rendezni a katolikus egyház helyzetét az országban. Hiszen a Nagyszombati Apostoli Adminisztratúra formailag még mindig Esztergomhoz tartozott. Így 1977-re sikerült meggyőzni a Szentszéket új egyháztartomány felállításáról. Ezt az eseményt nevezte könyvében Haľko Jozef szlovák egyháztörténész a csehszlovák szakadár akciónak. 1977. december 30-án VI. Pál pápa a Praescriptionum sacrosancti pápai bullával a Nagyszombati Apostoli Adminisztratúrát érseki rangra emelte és létrehozta a szlovák egyháztartományt. A kassai és rozsnyói egyházmegyéket kiszakították ez egri egyháztartományból és az új szlovák egyháztartomány részeivé tették. Ezzel a szlovákiai egyházmegyék végleg elszakadtak Magyarországtól. A Qui divino apostoli bullával létrehozták a nagyszombati főegyházmegyét, meghatározták határait és egyháztartományát. Az új egyháztartomány:
- Nagyszombati főegyházmegye
- Nyitrai egyházmegye
- Szepesi egyházmegye
- Besztercebányai egyházmegye
- Kassai egyházmegye
- Rozsnyói egyházmegye

Szlovákia latin rítusú egyházmegyéi 1977-től 2008-ig

Mindkét bullát František Tomášek prágai bíboros hirdette ki 1978. július 6-án a nagyszombati Keresztelő Szent János-székesegyházban.
A következő egyházszervezési változás 1995-ben következett be. 1995. március 31-én a Pastorali quidem permoti apostoli bullával II. János Pál pápa létrehozta a kassai főegyházmegyét és vele a kassai egyháztartományt. Szufragán püspökségei a szepesi egyházmegye és a rozsnyói egyházmegye lettek. Ezzel egyidejűleg a nagyszombati főegyházmegyét átnevezték pozsony-nagyszombati főegyházmegyévé. Ennek Szufragán püspökségei a nyitrai egyházmegye és a besztercebányai egyházmegye lettek. 2003. január 20-án létrehozták a katonai ordinariátust a Szentszék és Szlovákia között megkötött egyezmény alapján. Az ordinariátus egyházmegyei ranggal rendelkezik Szlovákia egész területén.

## Az egyházmegyék újraszervezése
2008. február 14-én XVI. Benedek pápa döntése értelmében az addigi egyházmegyei felosztást megváltozott a Slovachiae sacrorum és Cum concathedralis dekrétumok alapján. A döntést Jozef Tomko bíboros a Népek Evangelizációja Kongregáció prefektusa hozta Szlovákiára. A pápa elfogadta a szlovák püspöki kar javaslatát az egyházmegyék új felosztására. Eszerint megszűnt a pozsony-nagyszombati főegyházmegye és helyén létrejött a pozsonyi és  nagyszombati főegyházmegye. A nyitrai egyházmegye egy részéből pedig létrejött a zsolnai egyházmegye. A rendelkezés az addig érvényben lévő egyházmegyei határokat megváltoztatta, ami egyértelműen a magyar kisebbség ellen irányult. A rozsnyói egyházmegyéhez csatolták a Breznóbányai Espereskerületet, hogy így javítsák az egyházmegyében a kedvezőbb nemzetiségi arányokat. A döntéssel kapcsolatban a szlovák püspöki kar egyértelműen tagadja, hogy a kisebbségek ellen irányulna. Ennek ellenére az 1989 óta bekövetkezett negatív jelenségek szellemében aligha lehet kétséges a szlovák püspökök jelentős részének pozitív viszonya a nemzeti szocialista szlovák államhoz és zsidó és egyéb kisebbségellenes egyházi személyekhez: Ján Sokol nagyszombati érsek több kijelentésében dicsérte a Tiso-féle nemzeti szocialista szlovák államot, Korec bíboros szorgalmazta Tiso szentté avatását, 1990-ben emléktáblát avatott neki, František Tondra szepesi püspök törekvése a nyíltan zsidóellenes Ján Vojtaššák püspök szentté avatására, de a források értelmében a többi püspök is pozitívan tekint a nemzetszocialista szlovák állam időszakára. Hasonló követelésekkel álltak elő a ruszinok is. Ők azonban elsősorban az 1950 óta tartó állapotot kívánják megszüntetni, amióta nem tartanak ruszin nyelvű istentiszteleteket a templomokban. A görögkatolikus püspökök azonban az ilyen kéréseket visszautasítják.

Szlovákia latin rítusú egyházmegyéi 2008-tól

Az újonnan kialakított egyháztartományok és egyházmegyék:

Nyugati egyháztartomány:
- Pozsonyi főegyházmegye
  - Nagyszombati főegyházmegye
  - Nyitrai egyházmegye
  - Besztercebányai egyházmegye
  - Zsolnai egyházmegye

Keleti egyháztartomány:
- Kassai főegyházmegye
  - Szepesi egyházmegye
  - Rozsnyói egyházmegye

## Külső hivatkozások
Cikk az egyházmegyei felosztásról (szlovákul)